# Halter/Meyerhöfen

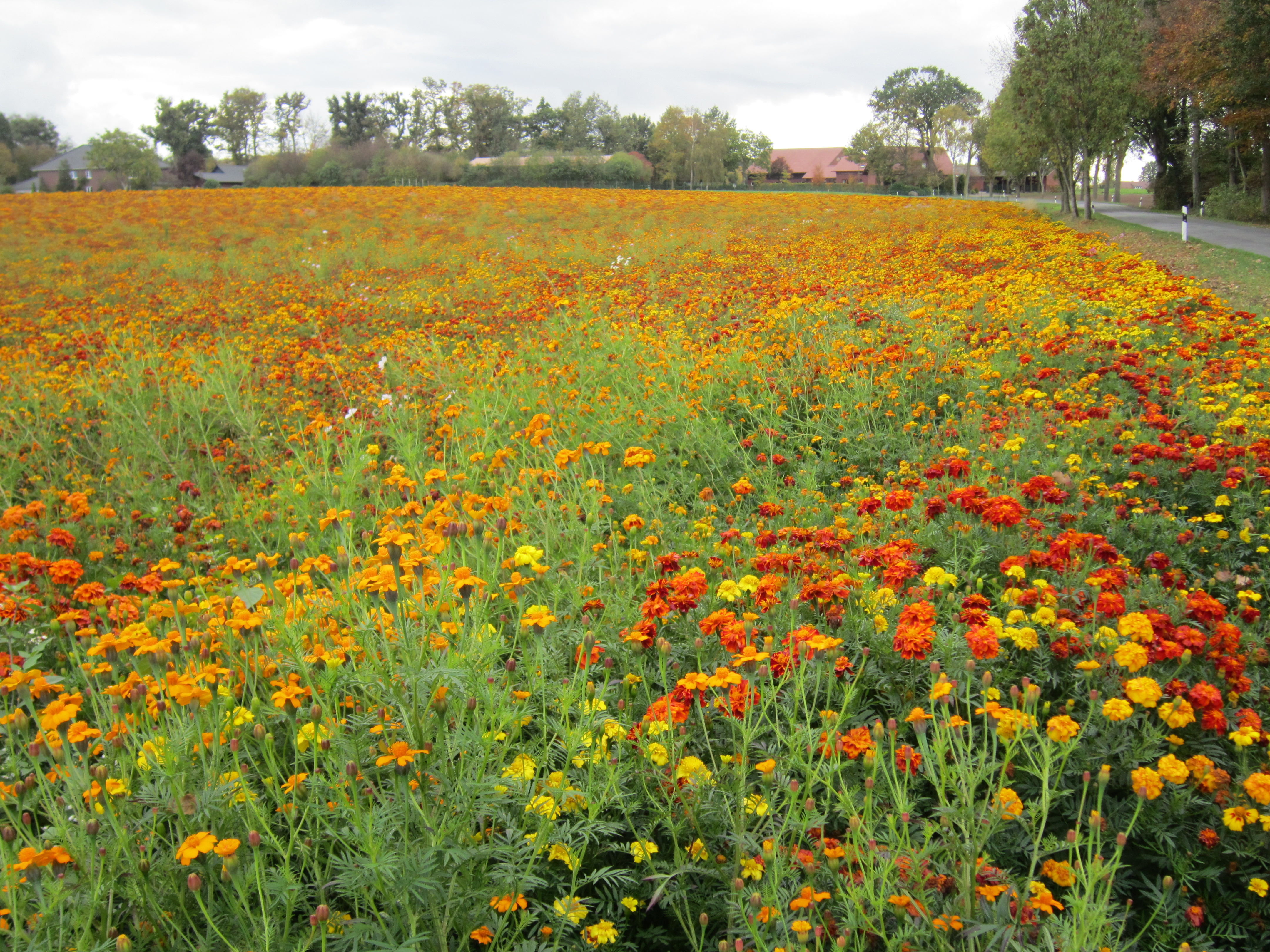
Tagetesfelder in Meyerhöfen

Halter/Meyerhöfen ist eine Bauerschaft im äußersten Westen der Gemeinde Visbek im südoldenburgischen Landkreis Vechta in Niedersachsen. Die Bauerschaft besteht aus dem Dorf Halter und dem östlich des Dorfes gelegenen Weiler Meyerhöfen und hat knapp 220 Einwohner. Halter wurde bereits im Mittelalter urkundlich erwähnt als Halathron (ca. 890), Halahtre (947) und Haleteren (1218). Das Grundwort des Ortsnamens Halter ist tere, dere = Baum.

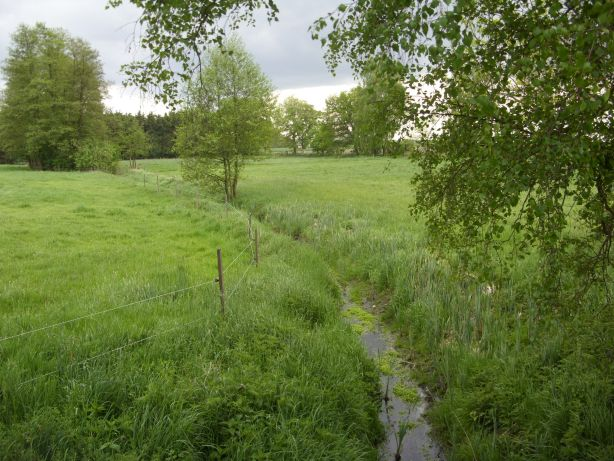
Der Meyerhöfener Wasserzug

## Geografie und Landschaftsbild
Halter/Meyerhöfen liegt nördlich der Landesstraße 873 auf halber Strecke zwischen Visbek und Schneiderkrug, etwa vier Kilometer westsüdwestlich des Visbeker Ortskerns.
Feldbauflächen mit insbesondere ausgedehnten Erdbeerfeldern und die teils in Fachwerk errichteten Bauernhöfe bestimmen das Bild der flachen Geestlandschaft von Halter und Meyerhöfen.
Als topographische Besonderheit durchquert die Weser-Ems-Wasserscheide die Bauerschaft von Südost nach Nordwest. Die beiden Quellströme des sandgeprägten Tieflandbaches Aue entspringen nordwestlich von Halter. Der Meyerhöfener Wasserzug, ein rechter Zufluss der Aue, entspringt nördlich von Meyerhöfen. Sowohl die Aue als auch der Meyerhöfener Wasserzug sind hier Teil des Naturschutzgebietes „Bäken der Endeler und Holzhauser Heide“.

## Ortswappen
Im Wappen der Bauerschaft Halter findet man ein Pferd und einen Pflug. Das Symbol des Pferdes geht zurück auf eine ehemalige berühmte Pferdezucht. Der Pflug erinnert an die Landwirtschaft als frühere alleinige Erwerbsquelle in diesem bäuerlichen Dorf.

## Verwaltung der Bauerschaft
Bezirksvorsteher von Halter/Meyerhöfen ist Bernhard Siemer (Stand 25. Jan. 2021).

## Öffentlicher Personennahverkehr
Im Rahmen der Verkehrsgemeinschaft Landkreis Vechta ist Halter/Meyerhöfen durch die Buslinien von Moobilplus Landkreis Vechta (moobil+) in den ÖPNV des Oldenburger Münsterlandes eingebunden.

## Brauchtum
Der traditionsreiche Schützenverein der Bauerschaft wurde 1806 gegründet und ist der älteste Schützenverein der Gemeinde Visbek. Das Schützenfest wird alljährlich am kirchlichen Feiertag Peter und Paul (29. Juni) gefeiert.

## Sonstiges
Halter gewann beim Bundeswettbewerb Unser Dorf soll schöner werden 1973 eine Silbermedaille.